# کرالوویتسه
کرالوویتسه (به چکی: Kralovice) یک منطقهٔ مسکونی و شهرستان دارای شهرک سابقاً روستا در جمهوری چک است که در ناحیه پلزن-شمالی واقع شده‌است. کرالوویتسه ۳٬۶۰۴ نفر جمعیت دارد.